# ديكنرنشا

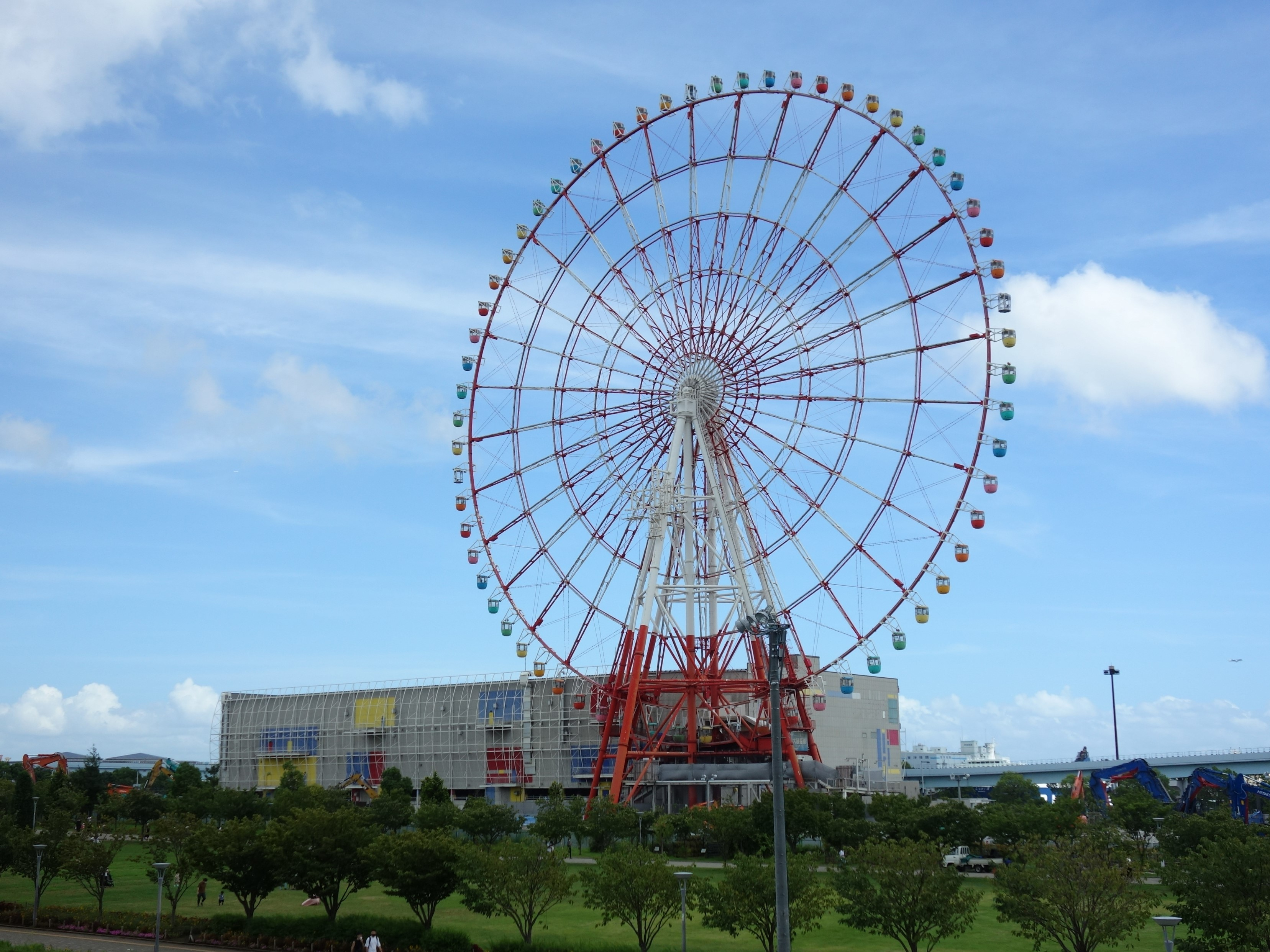
ديكنرنشا

ديكنرنشا (باليابانية: 大観覧車، بالروماجي: Daikanransha) (تعني في اليابانية العجلة الكبيرة)، هي دولاب هوائي يبلغ طوله 115 متر (377 قدم) يقع في مدينة ملاهي في أودايبا في طوكيو عاصمة اليابان، افتتحت في عام 1999، عند افتتاحها كانت قد حازت على رقم أطول دولاب هوائي في العالم، بعد أن تخطّت الرقم القياسي لدولاب تيمبوزان (100 متر) الكائن في مدينة أوساكا اليابان، لكن سرعان ما تحطم الرقم القياسي في ذلك الوقت حين أعلن عن افتتاح دولاب عين لندن في مارس عام 2000 الذي بلغ طوله 135 متراً، تستغرق الدورة الواحدة 16 دقيقة، ويمكن من خلالها رؤية جميع مناظر أودايبا بما في ذلك جبل فوجي وجسر قوس القزح ومطار هانيدا وبرج طوكيو. وفي المساء تُضيء العجلة بألوان زاهية بأكثر من مئة لون.

## معرض الصور

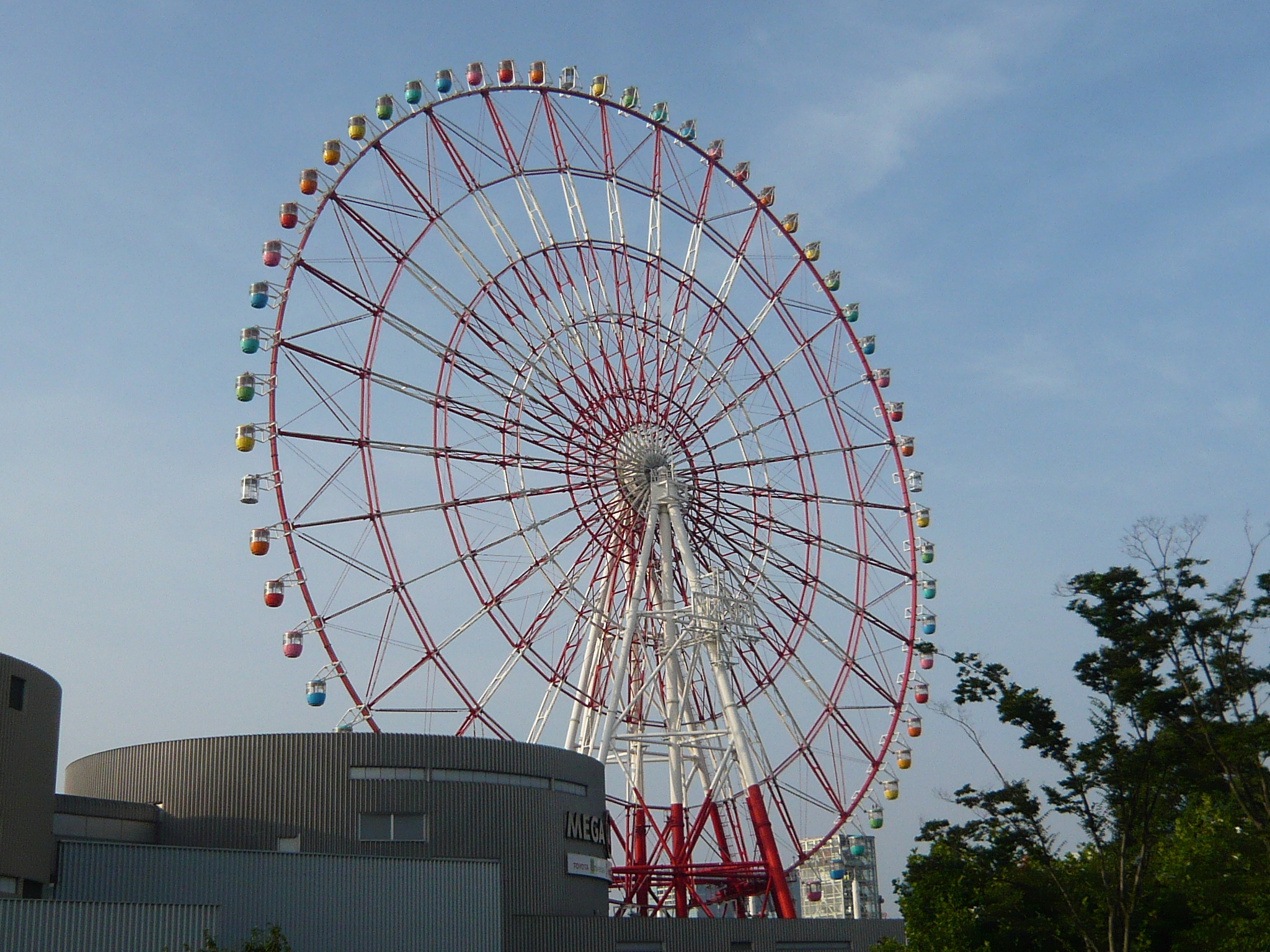
ديكنرنشا
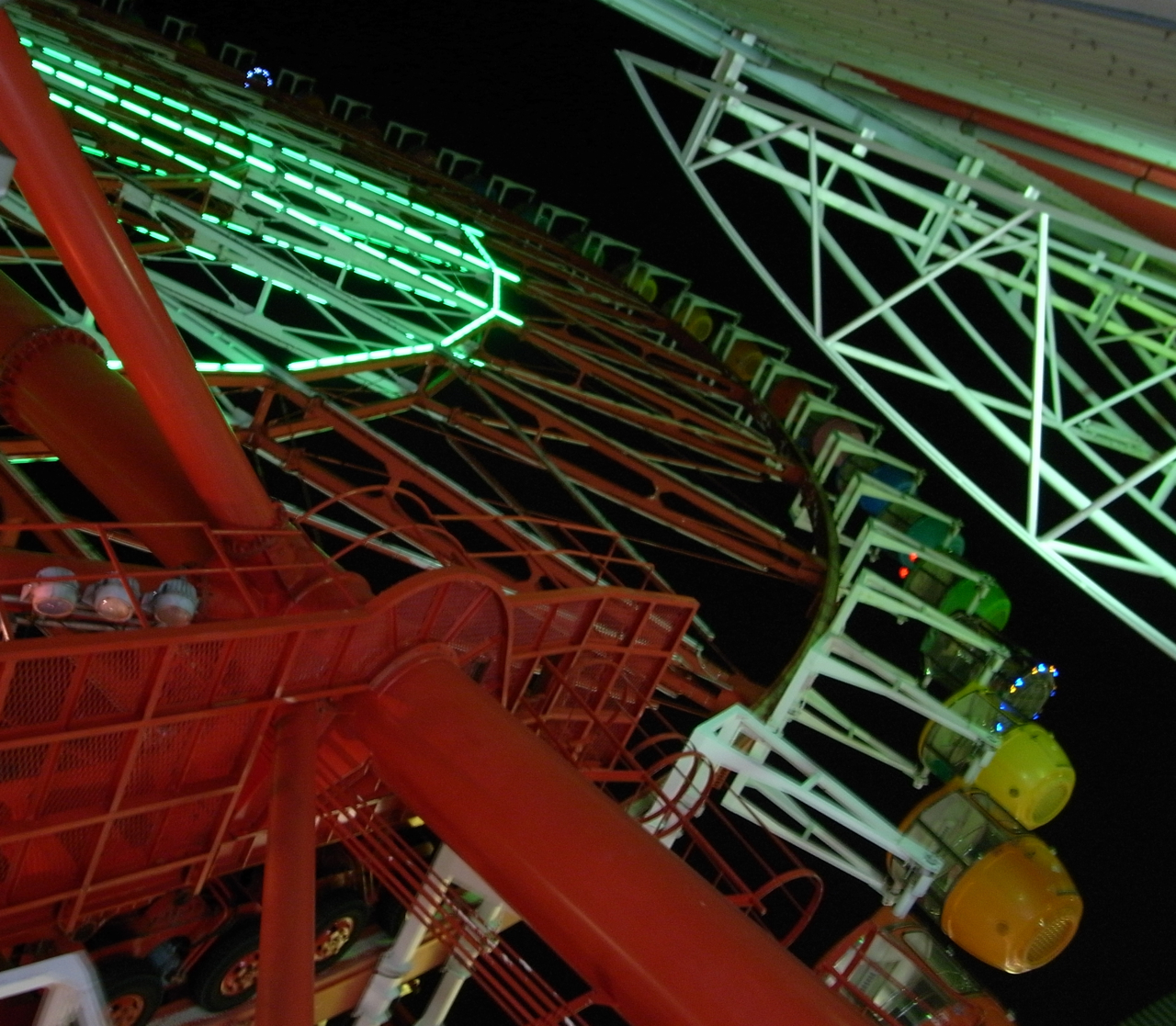
العجلة والمقاعد
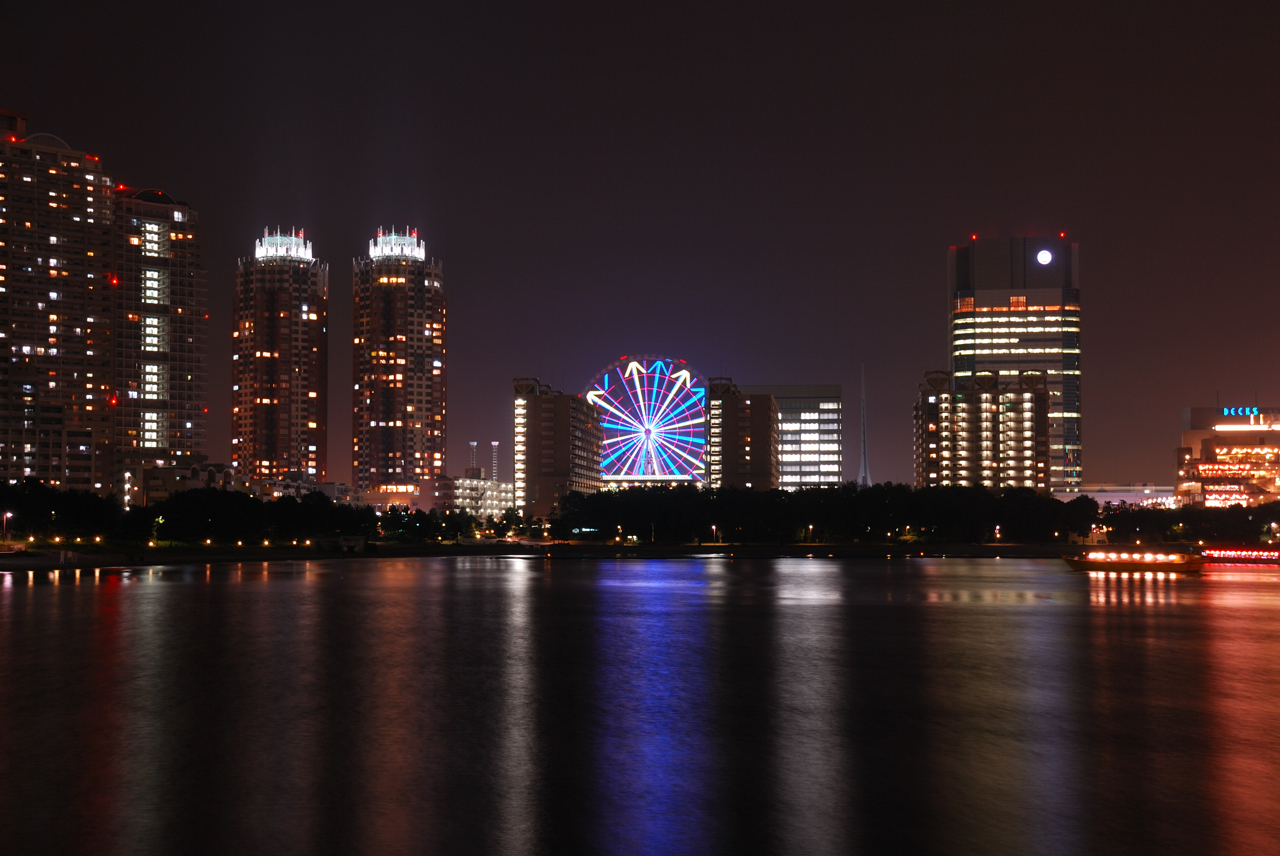
ناطحات سحاب أودايبا